# Korponay Ede
Korponay Ede (Szombathely, Vas vármegye, 1881 – 1966) magyar gazdasági szakember, pénzügyi számvevőségi főtanácsos, a szombathelyi püspökség gazdasági hivatalának vezetője,  országgyűlési képviselő (1939–1944).

## Élete
Római katolikus vallásban született. Középiskolai tanulmányait a veszprémi felsőkereskedelmi iskolában folytatta. Egészen fiatalon lett a németújvári járás számvevője, majd e minőségében Vas vármegye törvényhatósági bizottsági tagjává is megválasztották. Később a katolikus egyházközség elnöke és takarékpénztári igazgató is lett.
Az első világháború idején a 19. népfelkelő dandár kötelékében szolgált, megfordult a szerb, olasz, orosz és román frontok hadszínterein is; végül mint népfelkelő százados szerelt le. Közben egy ízben súlyosan megsebesült: egy gránát robbanásától légnyomást szenvedett. Többször ki is tüntették: elnyerte a III. osztályú Katonai Érdemkeresztet, a bronz, majd az ezüst Signum Laudist a kardokkal, a Károly-csapatkeresztet és a Háborús Emlékérmet. 1935-ben, átlagon felül teljesített, kiváló harctéri szolgálatainak elismeréseként megkapta az őrnagyi rendfokozatot is.
Az őszirózsás forradalom, majd a tanácsköztársaság időszaka után egyik résztvevője volt a Keresztény Gazdasági Párt szombathelyi szervezete megalakításának, később nem kevesebb, mint 12 keresztényszocialista szakszervezetet hozott létre, egy időben azok vezérlő bizottságának elnöke is volt. A megyeszékhely közéletének évtizedeken át aktív szereplője volt, mint a városi képviselő-testület és nagy számú civil szervezet tagja, utóbbiak közül némelyeknek elnöke, díszelnöke, vagy éppen örökös tagja. A vármegye törvényhatósági bizottságában 34 éven keresztül megszakítás nélkül volt jelen, annak állandóan megválasztott tagjaként.
Az országos politikai életbe az 1939. évi általános választásokat megelőzően kapcsolódott be, mint a Magyar Élet Pártja egyik országgyűlési képviselőjelöltje. A párt a sárvári választókerületben indította, ahol nagyarányú, közel 4000 szavazatkülönbségű győzelmet szerzett a nyilaskeresztes párti ellenjelölttel szemben. 

## Művei
- A kedvezményes adó és kincstári részesedéstételű mezőgazdasági ásványolajat felhasználók tanácsadója. Budapest, 1941.
- Mit tudsz az olajról? Budapest, 1943.